# ブロムフェナク
ブロムフェナク（Bromfenac）は、フェニル酢酸系の非ステロイド性抗炎症薬（NSAIDs）の1種である。分子中に臭素原子を含むのが特徴で、主に眼科領域で点眼剤として使用される。かつては内服薬も開発された。

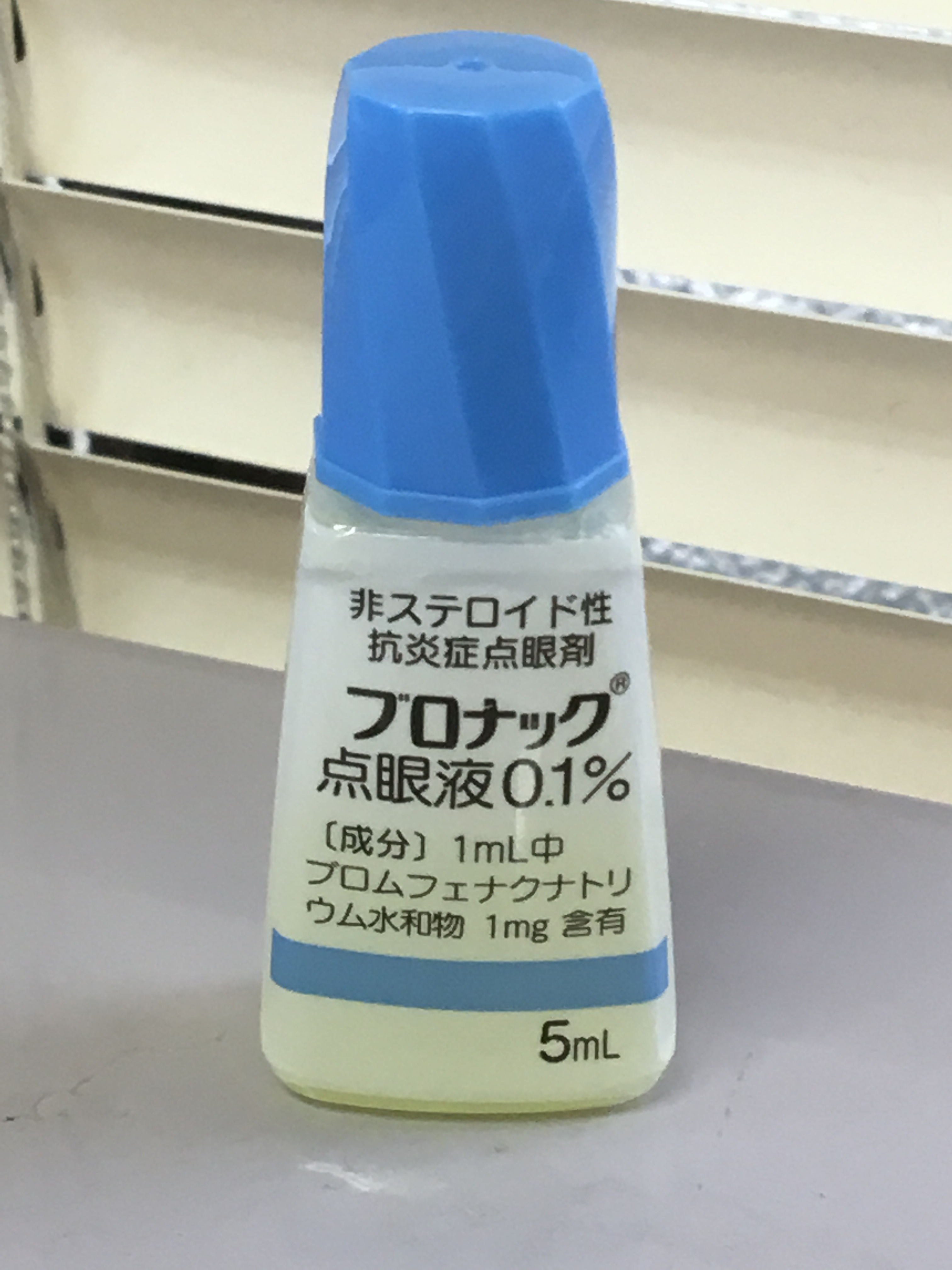
ブロムフェナク(Bromfenac)点眼薬

## 主薬の基本データ
一般名：ブロムフェナクナトリウム水和物（Bromfenac Sodium Hydrate）。
化学名：sodium 2-amino-3（4 - -bromobenzoyl）phenylacetate sesquihydrate。
性質：常温常圧において黄色-オレンジ色の粉末。無臭で水に易溶解で、エタノールには難溶解。

## 用途

### 点眼薬
2000年に日本で「ブロナック」の商品名で販売が開始された。2005年、FDAも認可し「Xibrom」の商品名で販売が開始された。これらは1日2回の点眼薬であったが、2010年にはFDAが1日1回点眼タイプの「Bromday」を承認している。日本での適応は、外眼部及び前眼部の炎症性疾患の対症療法〔眼瞼炎、結膜炎、強膜炎(上強膜炎を含む)、術後炎症〕となっている。FDAでは、眼科手術の1日前から術後14日目までの投与に限定して認可されているが、日本では術後の投与日数に制限はない。抗炎症作用は角膜に限定されず、網膜においても抗炎症効果が発揮され、恒常性を保つ作用があることが知られる。
副作用としては角膜びらんが知られており、承認時及び使用成績調査では3,843例中の16例（0.42%）に認められているに過ぎないが、進行すると角膜潰瘍、角膜穿孔に進行しうる重大な副作用である。
保存剤として、ベンザルコニウム塩化物が添加されているので、コンタクトレンズを使用している場合は、点眼後5分間経過後にコンタクトレンズを装用することが指導されている。

### 内服薬
経口投与での臨床試験も実施されたが日本では市販には至っていない。アメリカでは10日間以下の短期間に限られた内服のみ承認された。そして「Duract」という商品名で経口製剤が1997年から販売された。しかし、1か月以上の長期間にわたって内服し続けた患者に死亡例を含む肝障害が起こった事が問題となり、1998年に販売中止となった。